# 가면라이더 X
가면라이더 X(일본어: 仮面ライダー X 카멘라이다 엑쿠스[*], 영어: Kamen Rider X)는 1974년 2월 16일부터 1974년 10월 12일까지 NET계열로 매주 토요일 19:30 - 20:00(JST)에 전 35화가 방송된 토에이 제작의 특수 촬영 TV프로 및 작중으로 주인공이 변신하는 히어로의 3번째 가면라이더 시리즈다.

## 개요
가면라이더 V3 이후 도에이 제작진들이 기존의 가면라이더 시리즈와는 뭔가 차별된 라이더를 만들어내기위해 새로운 시도를 한 이작품은
기존 생물적인 라이더와는 정 반대인 기계적인 느낌을 살린 작품이다.
이런 기계적인 느낌을 살리기 위해 변신아이템을 사용하여 변신하거나 개인무기인 라이돌(봉,채찍,검등 다양한 형태로 변형가능)을 사용하여 차별성을 주려고 했으나 인기는 하락. 인기를 올리기위해 전작의 주인공들을 특별 출현 시킴으로써 X또한 그들에게 훈련을 받아 파워업을 하면서 변신장치가 없이도 간단한 변신동작으로도 변신을 할 수 있게 된다는 내용을 집어넣지만 결국 반년 만에 간판을 내리게 된다.
이후의 쇼와라이더들은 선배라이더들이 후배라이더를 돕는 형태가 이어지고 작중 주역라이더 이외의 다른 신라이더가 등장하지 않게 된다.

## 시놉시스
※스토리
해양 과학자인 진 케이타로 교수는, 수수께끼의 비밀 조직 GOD으로부터 조직의 가입을 강요당한다. 거부한 진 교수는 보복으로서GOD의 습격을 받고 부친을 도우려던 아들인 진 케이스케는 살해당해 버린다. 스스로도 빈사의 중상을 입은 진 교수였지만, 죽기 전에 케이스케를 스스로의 연구하고 있던 심해 개발용 개조 인간(카이조그) 기술을 이용해 「가면라이더 X」로서 소생시켰다.
아버지의 유지를 이어, 일본 전멸을 도모하는 GOD와 싸울 결의를 하는 케이스케였지만, 그의 앞에 아버지의 조수로 한 때의 연인, 미즈키 료코가 GOD의 일원으로서 나타난다. 그리고 료코와 같은 얼굴을 한 수수께끼의 여성, 키리코가 케이스케를 돕는다. 료코의 진의와 키리코의 정체를 밝히면서, 케이스케는 우연히 만난 과거의 「가면라이더」의 협력자인 타치바나 토우베 일행의 조력도 얻어 GOD와 싸운다.
스토리면에 대해서는, 기획 당초뿐만 아니라 본방송 중에 라이벌 프로그램에 대응하는 지원 조치를 한 것으로, 시기에 의해서 그 양상을 크게 바꾸고 있다.
＊제1화 ~ 제8화
기획 단계부터, 라이더 팬의 성장에 맞춘 성인 지향의 드라마도 염두에 둔 새로운 노선이 내세워져 각본가에도 「가면라이더」나 「V3」에서 메인 라이터였던 이가미 마사루 등에 더불어 새로이 「인조인간 키카이다」와 「키카이다 01」으로 실적을 남긴 나가사카 슈케이가 기용되었다. 제1화와 제2화를 담당한 나가사카는, 개조 인간이기 때문에 사람들로부터 두려움받는 주인공이라고 하는, 종래작에도 있던 시츄에이션도 포함시키면서, 아버지와 아들의 정이나 수수께끼에 쌓인 히로인의 등장을 축으로 하는 등, 종래작과는 크게 다른 단면이 특징의 작품을 쓰고 있다. 또 선술한대로 과거의 작품에서 주인공들을 서포트한 타치바나 토우베도 등장하지만, 첫등장은 제5화 되고 나서로, 그 만남 자체도 하나의 중요한 드라마로서 연출되고 있다.
등장하는 「괴인」들도 그리스, 로마의 신화에서 소재를 구했다. 조각을 방불케하는 조형이 특징으로, 지금까지의 동물이나 기계 등을 모티프로 한 캐릭터와는 구별을 분명히 하고 있다.
그러나 기획 당초부터 너무 플롯이 복잡하다라는 소리로 인해, 실제의 방송시는 메인격의 나가사카 이외의 각본가가 조기에 등판하는 등 약간 방향 전환되어 그것도 시청자들에게 반드시 받아 들여지지는 않았다. 그 때문에 노선 변경을 피할 수 없게 된다.
＊제9화 ~ 제21화
제8화의 히로인 퇴장과 함께 나가사카도 강판당해, 제9화에서는 과거의 라이더와 같이 토우베에 의한 특훈 씬이 묘사되는 등, 이가미 등을 중심으로 지금까지의 시리즈를 더 의식한 전개로 이행해 갔다. 그러나 이 작품의 독자성을 찾는 시도도 단념된 것은 아니고, 괴인들 같이 신화로부터 힌트를 얻어 조형된 시리즈 첫 본격적 라이벌 캐릭터, 아폴로가이스트가 등장. 후술하듯이 지금까지의 대간부와는 다른 입장의 설정이 주어져 라이벌로서의 존재감을 발휘했다.
또 과거 작품 이상으로 괴기성을 강조했던 6월 방송 분의 이른바 「장마의 괴담 시리즈」가 제작되거나 당시 세상의 화제가 되고 있었던 오컬트나 초능력을 의식한 전개도 도입되고 있다.
＊제22화 ~ 제35화
그러나 라이벌과의 시청률 싸움으로 인해, 새로운 지원 조치를 했다. 우선 아폴로가이스트를 대신해, GOD의 대간부로서 거대 로봇 킹 다크가 등장하고, 괴인의 디자인 컨셉도, 과거 작품의 괴인들에 의해 가까운 「GOD 악인 군단」이라고 칭해지는 것으로 변경되었다.
스토리적으로도 「RS 장치」를 둘러싼, 닌자물이나 스파이 액션같은 쟁탈전을 중심으로 전개되고 있는 것 외에, 아이템으로 변신해, 무기를 병용 해 싸운다고 하는 X 라이더 최대의 특징이, 처절한 패배를 당하는 전개로부터 전작의 주인공 카자미 시로가 등장해 행해진 파워업 개조에 의해, 일정한 변신 포즈로 변신해서, 육탄전으로 싸운다고 하는 과거 작품에 가까운 형태로 변경된다.
과거 작품과의 연결로서는 카자미의 등장만이 다는 아니고, 극장판 「5인 라이더 대 킹 다크」에 맞추어 타치바나 토우베가 1호부터의 역사를 말하는 총집편이 방송되어 종반에는 이치몬지 하야토도 달려오게 되는 등, 급속히 시리즈의 한 작품으로서 자리 매김되어 갔다.

지명도가 높은 「V3」와 시리즈 최대의 이색작인 「아마존」 사이에 끼워진 당작품은, 여러 가지 지원 조치에도 불구하고, 애니메이션 로봇 붐의 맹추격을 피할 수 없었고, 방송화수는 35화로 종료했다. 그러나 젊은층에게 어필하기 위한 지원 조치가 보람이 있었는지, 칸사이 지구에서는 평균 시청률로 20%를 넘는 등 변신 붐이 아직도 뿌리 깊은 것을 명기시키는 좋은 성적을 남기고 있다. 또 독자적인 매력을 가지는 신화 괴인군, 만화틱한 악인 군단 괴인군, 본격적 라이벌 캐릭터인 아폴로가이스트, 실제 크기의 세트로 표현된 시리즈 처음이 되는 거대 적캐릭터 킹 다크나, X의 검극적인 액션 등 당작품만이 가능한 특징도 적지 않다.

## 등장 인물
＊진 케이스케 / 가면라이더 X
본편의 주인공. 선원 지망생으로 오키나와의 수산 대학에 다니고 있었다. 귀향했을 때에, 아버지 진 케이타로 교수와 함께 GOD 기관에 습격당해 사망하지만, 아버지의 손에 의해서 해저 1만 미터의 수압에 견딜 수 있는 힘을 가진 카이조그(「개조」와「사이보그」를 합친 조어)로서 부활했다.
공수도나 유도 실력이 뛰어나고, 오토바이의 운전 기술도 프로급. 그 때문에 제9화 전반에 있어서의 토우베에의 독백에서 「단련하면 혼고들 이상이 된다」라고 말해지고 있다. 마음이 깊게 다쳤을 때에 아버지에게 의존하거나 연인이면서 자신을 배반한 료코의 행동에 동요할 때도 있지만, 그 때마다 정신적으로 성장해 갔다. 타치바나 이외에도 마코, 치코도 케이스케=X 라이더라고 하는 것을 알고 있고, 또 긴급시에는 일반 시민의 눈앞에 있어도 변신하는 케이스도 있어, 이 이후의 라이더(아마존, 스트롱거)는 생각보다는 정체가 밝혀지는 일을 신경쓰지 않게 되었다. 최종회에서 여행을 떠날 때의 써놓은 편지에 「진 케이스케(神 啓介)」라고 잘못 서명하고 있다.
＊진 케이타로
케이스케의 아버지. 죠호쿠 대학의 교수이고, 해양 과학과 인간 공학의 세계적 권위자. 완고한 성격으로 케이스케와는 부모자식 간의 싸움이 잦았지만, 그 마음에는 아들을 향한 큰 애정을 품고 있다. 케이스케의 능숙한 격투기의 솜씨도 「과학자에게도 완력이 필요하다」라고 하는 그의 생각에 의한 것이었다.
GOD 기관의 협력을 거절했기 때문에 중상을 입게 되지만, 빈사 상태로 케이스케를 X 라이더로 개조. 스스로의 기억과 인격을 해저 기지 「진 스테이션」에 이식했다. 그러나 부친에게 의지하는 케이스케의 의존심을 끊기 위해, 2화에서 스테이션은 자폭했다.
가면 라이더를 만드는 기술을 가지고 있었던 것에 대해 극중에서의 설명은 없지만, 「과거에 미도리카와 박사와 같은 연구소에서 일하고 있었기 때문에」라고 하는 당시의 잡지 설정이 있다.
＊미즈키 료코
케이스케의 약혼자. 진 케이타토 교수의 조수로 일하고 있었지만, 진 부자를 배신하고 GOD의 일원이 된다. 그 정체는 인터폴의 비밀 조사원으로, GOD에 잠입해 수사를 실시하고 있었다. 그 때에 사이보그 수술을 받았다. 8화에서 괴인 아틀라스의 공격으로부터 아이를 감싼 것으로 정체가 드러나, GOD 총사령관에 의해서 체내의 자폭 장치의 스위치가 눌러져 목숨을 잃는다.
＊미즈키 키리코
료코의 쌍둥이의 여동생. GOD에 잠입한 언니를 대신해, 케이스케를 뒤에서부터 서포트한다. 8화에서 케이스케를 감싸 화살에 맞아, 절명한다.
＊타치바나 토우베
5화부터터 등장. 데스트론 괴멸 후, 찻집을 경영하며 평화로운 날들을 보내고 있었지만, 진 케이스케와 만나 새로운 싸움에 참가하게 된다. 경위나 태생은 GOD에 이전부터 알려져 있어 GOD 총사령관으로부터도 「요주의 인물」이라고 여겨지고 있었다. 전작 이상으로 전선으로 향하고 있다. 부친을 잃은 케이스케에 있어서는 신뢰 할 수 있는 존재로, 역대의 라이더로부터도 존경받고 있다. 극장 작품에서 5인 라이더가 모였을 때에도, 크게 기뻐하는 모습이 그려져 있다. 집이자 케이스케와의 연락장이기도 한 「COL」은 아폴로가이스트 등이 인간 형태로 들어올 정도로, 태생이 GOD에 알려지고 있어 경우에 따라서는 전장이 되는 일도 있었다(극장 작품).
＊카자미 시로 / 가면라이더 V3
극장판, 27, 28, 33, 34화에 게스트 출연. 타치바나가 강담으로 말하는 역대 가면 라이더의 회상을 들으러와 케이스케와 만난다. 쿠모나포레온(=거미, 거미 나폴레옹)에게 진 X에게 머큐리 회로를 사용한 강화 개조를 행했다. 이 때, 케이스케에게 스스로 수혈을 한 것 때문에, 통상의 전투 능력을 발휘 하지 못하고 쿠모나포레온을 상대로 시간을 끈다.
극장판에서의 카자미 시로는 뱅크 필름으로만 등장했었기 때문에, 그의 배경으로 금청전이 비쳐 버리고 있다.
＊이치몬지 하야토 / 가면라이더 2호
극장판, 33, 34화에 게스트 출연. RS 장치의 발동을 기도한 GOD의 야망을 저지하기 위해서 일시 귀국해 케이스케 일행과 공투했다. 케이스케나 시로와는 따로 행동해 타치바나의 구출이나 RS 장치 파괴 등 , 꽤 중요한 역할을 완수했다. 33화에서 케이스케와 만나지만, 극장판에서의 안면에 대해서는 그려져 있지 않다.
＊혼고 타케시 / 가면라이더 1호
극장판에 게스트 출연. 혼고 타케시로서는, 변신시의 뱅크 필름만이 등장(「가면라이더 대 쇼커」의 유용이기 때문에, 벨트가 구 1호의 디자인으로 되어 있다). 텔레비전 시리즈에서의 등장은 27화의 회상 씬뿐.
＊유우키 죠지 / 라이더맨
극장판으로 게스트 출연.전작으로 사망했다고 생각되고 있었지만, 타히티로부터 일시 귀국.생존의 경위나,1호,2호와의 안면에 대해서도 극중에서 말해지지 않았다.등장시는 왼팔에 어태치먼트를 장착하고 있었다.
야마구치 타케히사는 출연하지 않고, 유우키 죠지로서는 변신시의 뱅크 필름만이 등장, 목소리는 다른 사람에 의한 애프터 레코딩 출연.
그 밖에도 5화의 진 케이스케와 타치바나 토우베의 대면 씬에 1컷만 역대 라이더가 등장하고 있다.
＊치코
15화부터 등장.성북대학의 여대생이었지만,GOD의 지령테이프를 잘못해서 들어버린 일로 싸움에 휘말려 들어가게 돼버린다.위기에 처한 것을 케이스케에게 구해져 「COL」의 웨이트레스가 된다.상당히 얼빠지고 종종 위기에 빠진다. 마코와 동거하고있다.
＊마코
15화부터 등장한 치코의 친구.언제나 치코와 함께 행동하고 있어,「COL」에서도 함께 일하고 있다.타치바나 토베에나 치코와 함께 인질이 되는 일이 많다.늘 배고프고, 무언가를 먹고있는 것이 많다.

## 가면라이더
※가면라이더 X
진 케이스케가 변신한 모습. 「가면라이더 X」의 이름은 아버지 진 교수로부터 받았다. 덧붙여 그 디자인은 특정의 곤충을 모티프로는 하고 있지 않지만, 종래의 가면라이더의 모습을 계승하고 있다. 신체는 「내압 링」으로 덮여 있어 애차 크루저와 함께 심해 1만m에서도 활동 가능. 원래는 「심해 개발용의 개조 인간」으로서의 목적으로 설계되고 있었다. 동력은 「태양 엔진」이라고 불리는 기관이며, 기동에 태양광선과 풍력, 수력을 이용한다. 자세한 것은 플라즈마를 사용하고 있는 것 이외는 불명이지만, 일부의 서적에서는 태양과 같은 핵융합계의 기관이라는 설이 제시되고 있다.
＊변신 프로세스
28화에서 머큐리 회로가 세트되기 이전과 이후가 다르다.
-전기(1화 ~ 28화, 극장판)
1. 일정한 포즈와 「셋 업(Set up)」의 구령과 함께, 목 아래에 전용 슈트 및 벨트가 착용된다.

2. 이어서 벨트의 왼쪽 허리 부분에 장착된 레드 아이저를 오른손에, 오른쪽 허리 부분에 장착된 퍼펙터를 왼손으로 내걸고, 레드 아이저를 두부 정면에 둔다(그 때, 교차한 양팔이 X의 문자를 그린다).
3. 레드 아이저가 변화해 X 마스크가 나타나고, 자동적으로 얼굴에 반씩 장착된다.
4.퍼펙터를 입에 장착하는 것에 의해서 체내 메카가 기동해 변신 완료.
변신에 그외의 아이템을 사용할 필요가 있는 것부터, 팔이 고정된 상태나 팔에 상처난 상태에서는 변신할 수 할 수 없다. 또 셋 업에 의한 변신은 1초의 소요 시간을 필요로 하거나 퍼펙터를 세트 하지 않는 채로는 곧바로 행동 불능이 되는 약점이 있어, 이것들은 스가야 미츠루에 의한 코믹컬라이즈판에서 볼 수 있다. 극장판에서는 신 1호의 변신 포즈와 많이 닮은 변신 포즈로 변신했다.
코단샤의 파일 매거진 Vol5에서는, 「레드 아이저의 장착때, X 마스크와 케이스케의 뇌는 전용 단자에 의해서 접속되기 때문에 변신 시에는 상당한 격통을 수반한다」라고 하는 기재가 있다.
-후기(28화 ~ 35화)
그때까지와는 다르게, 직접 아이템은 사용하지 않는다. 한 번 허리의 위치에 둔 양손을 들어올려 「대변신」이라고 외치면서 신체 전체로 「X」의 글자(또는 「大」의 글자)를 그리듯이 양손을 펼쳐, 변신 포즈를 지은 후에 점프 하면 슈츠 및 X 마스크, 퍼펙터가 장착되어 X로 변신이 완료된다.
강화 전보다 변신 소요 시간은 꽤 단축되고 있고 아이템도 필요로 하지 않기 때문에 셋 업 변신의 결점이 꽤 해소되고 있는 변신 방법이라고 말할 수 있다. 다만, 타이가네로(=호랑이, 타이거 네로)전과 같이 양손을 특수 금속의 쇠사슬등으로 속박당해 포즈를 취할 수 없으면 변신할 수 없다.
변신 포즈의 변경은 「셋 업 변신으로는 아이가 흉내내기 힘드니까」라고 하는 이유에 의한 것으로 여겨진다.

## 능력,장비,기술
-카이조그로서의 능력
1만미터의 심해의 중압을 견디기 위해, 그 육체는 기계와 살아있는 몸이 서로 교묘하게 조화된 특수한 구조와 하이 스틸로 불리는 특수 초합금제의 외골격을 가지고 있어 변신전이라도 부엌칼 등의 보통의 칼날에서는 상처 하나 나지 않는 완고하기 짝이 없는 강도를 자랑한다.
또 바다에서 활동하기 위해서 인공폐는 수중에서 산소를 빨아들이는 기능도 겸비하고 있어 수중에서의 활동시간은 무제한이다.
최신예의 잠수함에 탑재되는 대부분의 기능이 어떠한 형태로 장비되고 있어 그 수많은 기능의 제어와 행동 스피드 및 반사 신경, 사고 속도의 대폭적인 강화를 목적으로 한 고성능 전자 두뇌가 케이스케의 뇌에 직접 장착되어 있다. 그 때문에 종래의 라이더에 비해 행동 속도나 반응속도 면에서 우수하다.
-X 마스크
은빛의 부분에 태양광선을 에너지로 바꾸는 기능이 있다. 극중 사용되지 않았지만 청각에 음파 탐지기 기능도 달려 있어 해저에서도 기능한다고 여겨지고 있다.
마스크의 입 부분에 장착되어 있는 퍼펙터는, 풍력 에너지와 태양 에너지를 도킹 시키는 에너지 크로스 장치가 내장되어 있다. 선술한 바와 같이, X로서의 능력을 발휘하기 위한 열쇠이기도 하다.
-슈트
X로 변신한 상태에서는 돌격총의 영거리 풀 오토 사격이 집중되어도 완전히 무효화할 정도의 방어력을 발휘한다.
양장갑의 손가락끝에는 고속 진동 장치가 내장되어 있다. 몸의 측면부 양쪽 겨드랑이의 붉은 라인(레드 트랩)은 물고기의 측선에 해당되는 수류 센서로, 붉은 가슴(가드 랭)은 장갑판 겸 수중에서의 심도 조절용 밸러스트 탱크의 기능을 가지고 있다. 또 복부에는V3나 라이더맨의 슈트에도 볼 수 있는 메타볼라이저=대사조절 장치(피로를 감소 시킨다)가 장비되어 있다.
마스크 같이 은빛의 부분에 태양광선을 에너지로 바꾸는 기능이 있어, 라이더 쇼크라고 하는 특수 능력은 이 기능을 이용하고 있다.
나부끼고 있는 X 머플러는 잉여 에너지 방출용의 안전밸브로서의 역할이 있다.
-벨트
버클 부분은 에너지원=풍력이나 수력을 수중에서 얻기 위한 풍차이지만, 기술의 진보에 의해 과거의 라이더에서는 컨버터 랭과 에너지 컨버터로 나뉘어 있던 기능이 모두 버클내에 소형화되어 짜넣어져 있다고 여겨진다. 또 풍차 옆의 붉은 화살표 형태의 부분은 풍차용의 라디에이터이다.
또 벨트 중앙부에 X 라이더를 특징지은 라이돌이라고 하는 무장을 겸한 툴이 장비되어 있어 라이돌의 탈착이나 특수 능력의 사용과 연동해 회전 · 정지하고, 파워를 배로 증가시키는 슈퍼 차지라고 하는 기능을 가진다. 또 양쪽 겨드랑이에는 흡착 마그넷이 장비되어 이것을 다리의 뒤에 장착하는 것으로 수직의 벽을 보행 가능.
-각부
수중에서의 추진용의 장비인 에어 분사 장치=에어 제트가 장비되어 있다. 점프시에 이것을 병용하는 것으로, 85m의 도약력을 발휘하거나 자유낙하 상태로부터의 재상승도 가능하게 된다.
-라이돌
벨트 부분에 격납되어 있는 무장을 겸한 툴. X의 벨트 부분에서만 수신할 수 있는 전파를 발하는 ”양복의 버튼 정도의 사이즈의 소형 발신기”가 탑재되어 있는 것 외에 본편중 명확하게 그려져 있지 않지만 X에 의한 뇌파 컨트롤이 가능한 것을 시사하는 묘사가 있다.
그립 부분에 있는 L · R · S · H의 각 스위치를 조작하는 것으로써 셀 배열이 바뀌어, 이하의 형태로 변화한다.
1. H 버튼을 누르면, 승마용의 짧은 채찍과 팬싱용의 검을 짜맞춘 것 같은 디자인의 승마용 채찍 형태 라이돌 호입이 된다. 벨트 수납시의 형태이기도 하기 때문에, 라이돌을 처음 사용할 때는 반드시 이 형태가 된다. 설정에서는 자력이 흐르는 검이 되고 있어 초전기라고 하는 전기를 방전하는 일도 가능(본편중의 호칭은 전기 쇼크, 일렉트릭 파워 등).
2. S 버튼을 누르면 양측으로 잡는 부분이 있는 봉형태의 라이돌 스틱이 된다. X가 가장 다용한 형태로 괴력 개조 인간 헤라클레스의 파워를 가지고도 굽히는 것조차 할 수 없는 강도를 가져, 타격과 함께 강렬한 전자파를 발하는 것 외 방어용으로도 사용된다.
3. R 버튼을 누르면 긴 로프 형태의 라이돌 로프가 된다. 손잡이의 한쪽을 벨트에 세트 하는 것으로 포박 한 적에게 고압전류를 흘릴 수 있다.
4. L 버튼을 누르면, 라이돌 스틱과 형태는 비슷하지만 높이 뛰기의 봉 정도의 길이로 늘어난 롱 폴이 된다. 최대 10m까지 길이를 늘일 수 있고, 점프의 보조나 높은 곳에 단번에 오르는, 상대와 간격을 두고 공격할 때 등에 사용된다.
벨트로의 수납 위치의 관계상 오른팔로 밖에 라이돌을 뽑을 수 없기 때문에, 당시의 아동잡지에는 오른팔을 부수는 것이 X의 공략법이라고 소개되고 있었다. 다른 X공략법으로서는 「셋 업 때의 1초의 틈을 파고 든다」, 「태양이나 바람도 없는 장소로 끌어들인다(X는 태양광선이나 바람의 어느 쪽만으로도 평상시대로의 능력을 발휘할 수 있다)」라고 하는 것이 있었다.
-머큐리 회로
28화에서 카자미 시로에 의해 체내에 장착된 회로. 신 필살기 진공 지옥차를 사용할 때에 필요한 머큐리 파워(이 파워는, 그 설정에 대해 거의 극중에서는 밝혀지지 않았다)를 만드는 것 외, 신체 스펙도 점프력, 내구력 등의 모든 능력이 이전의 3배로 올라가 있다. 이 회로를 세트하기 위해서, 카자미는 자신과 케이스케와의 혈액 교환 · 회로를 세트 하는 시술 양쪽을 실시했다.
강화 후는 27화에서의 재생 괴인과의 전투의 분석으로부터 GOD측이 발견했다고 한 “약점”도 개선되어 고배를 마시게 한 쿠모나포레온의 무기도 통하지 않게 되었다. 또 전술한 기재대로 변신 프로세스도 변경되고 있지만, 이것도 이 회로의 기능에 의하는 것으로 여겨진다.
신체 스펙의 강화에 의해, 지금까지의 라이돌 사용시 이상의 전투 능력을 라이돌의 사용 없이도 발휘할 수 있게 되었다. 강화 후의 X는 많은 수의 펀치 기술을 다용해, 힘 위주의 전법도 눈에 띄게 되었다.
또한 본방송 당시의 아동잡지에는 머큐리 파워의 추가 장비에 의해서 새롭게 습득된 필살기술은 10수종류 존재하고, 개조에 의해서 손본 부분은 전신이라고 기술되어 있다.
＊기술
-X 펀치
표준적인 펀치 기술.

-X 춉
표준적인 춉 기술
-X 킥
강화 전의 메인 필살기. 공중에서 라이돌을 사용해 대차륜을 행해 가속도를 붙여 X자의 자세를 취해 에너지를 모은 후에 찬다. 라이돌을 사용하지 않고 그대로 차는 버전도 존재한다.
-X 2단 킥
타치바나 토우베와의 특훈으로 체득했다. 던지기 기술로 상대를 내던지고 나서 X 킥을 2발 연속으로 먹인다.「타도 마하아키레스(마하 아킬레스)」를 위해, 만들어졌므로 사용도 이 회뿐.
-회전 킥
지면에 라이돌 스틱을 꽂아 대차륜 하면서 발차기를 넣는다.
-X 필살 킥
외형은 X 킥과 거의 같으면서, 더 높은 위력을 발휘하는 강화판 X 킥. 아폴로가이스트전에서 사용.
-라이돌 정수리 쪼개기
점프 해 고공으로부터 급강하해서, 라이돌 스틱으로 상대를 일도양단으로 쪼개어 나눈다.
-라이더 해머 슛
한팔 업어치기의 요령으로 상대를 높이 휙 던져, 낙하시의 충격으로 폭쇄 한다.
-X 베기
라이돌 호입으로 적을 X자로 베어가른다. 또한 변신 후의 자기소개시에도 같은 액션을 보인다.
-라이돌 풍차
적의 공격을 라이돌 스틱의 중앙부를 잡고 프로펠러 형태로 고속 회전시켜, 선풍을 일으켜 상대에게 되돌린다. 이카루스전에서 「이카루스 데스 스모크」를 되돌리는데 사용했다. 대 가마고에몬(=두꺼비, 두꺼비 고에몬)전에서는 라이돌 풍차 화염 반환으로 칭하고 적의 화염 공격을 되돌리기 위해서 사용.
-라이돌 배리어
라이돌 스틱의 “타격시에 발하는 전자파”를 응용한 배리어. 오카루토스(=유령)전에서는 상대의 초능력까지 되돌렸다.
-라이더 쇼크
신체에 전기를 흘려 적으로부터 가드한다. V3의 「V3 배리어」와 동등한 효과가 있다고 보여진다.
-전기 쇼크(일렉트릭 파워)
라이돌 호입에 전기를 흘려 사용한다. 유리시즈(율리시즈)의 「관속박」으로부터 피할 때에 사용. 그 밖에도 극중 사용되지 않았지만 X 라이더의 언동으로부터 라이돌 로프 형태로도 사용할 수 있는 것이 확인되고 있다.
-진공 지옥차
머큐리 회로가 추가되어 강화된 후의 필살기. 기본적으로는 적에게 달라 붙어, 회로로부터 공급되는 파워로 차륜 형태로 대지를 고속 회전해 상대의 머리 부분을 몇번이나 대지에 두드려 전투력을 잃게 하는 것과 동시에, 그 회전도 에너지로서 상대를 공중 높이 멀리 던져 스스로도 점프 해 X 킥을 사용한다.
약간 다른 패턴으로서 히르도라큐라(=거머리, 힐 드라큐라)전에서의 「상대에게 달라 붙어 점프 해서 공중에서 고속 회전시켜 상대의 전투력을 잃게 만들어 상대로부터 역회전해 떨어진 후에 지옥차 킥을 사용한다」라고 하는 것이 있다.
「가면라이더 SPIRITS」에서는, 수중전에서 자신보다 훨씬 더 거대한 킹 다크 2호기를 회전시켜 파괴한다고 하는 거친 기술을 보였다.
-공중 지옥차
리자도바이킹그(=도마뱀, 리자드 바이킹)전에서 보인 진공 지옥차의 파생기. 상대를 사용하지 않고, 머큐리 회로의 파워를 개방해 몇차례 문설트를 실시해, 가속한 상태로 킥을 사용한다.
-X 라이더 슈퍼 파이브 킥
극장판에서만 사용한 5인 라이더의 연계기. 역대의 라이더들이 X를 차례차례 휙 던져 가속을 붙이고 위력을 늘린다. 오리지널 괴인인 코우모리후란켄(=박쥐, 박쥐 프랑켄)을 격퇴했다.

## 전용 머신
＊크루저
진 케이타로 교수가 개발한, 카이조크용의 해저 개발용 오토바이. 보통 오토바이로 위장 하는 능력은 없고, 케이스케는 평상시는 다른 오토바이(스즈키 허슬러 TS-250 5형)를 타고 있다.(중반에 케이스케는 오토바이 위에서 「셋 업」을 실시하고, 이 때는 변신 후에는 크루저가 되어 있었으므로 확실하지 않다)
차체의 색은 적색과 흰색. 동력은 X와 같이 태양광선과 풍력, 수력으로부터 만들어지는 플라즈마 에너지에 의해서 움직이는 수류 제트 엔진(후부 카울에 장착되어 있다. 일부의 서적에서는 「태양 엔진」). 최고 시속은 700km. 차체의 앞부분에 탑재한 2기의 프로펠러에 의해서, 단시간이지만 비행할 수 있다(소형 제트 엔진으로부터, 핑크의 불길을 뿜으며 주행하고 있는 모습이 OP에서 확인 가능하다). 또 이 프로펠러는 V3의 역 더블 타이푼과 같이 역회전시키는 것으로 엄청난 선풍을 만드는 무기로도 사용 가능. 후부 추진기로 바다 속을 주행하는 일도 가능. 200m의 점프력을 자랑해, 크루저 점프로 하늘로 뛰어 올라, 공중에서 회전하는 크루저 대회전은 다용되고 있다. 필살기는 크루저를 타고 전력투구 하는 크루저 어택(「괴인 패닉(=판)」을 쓰러트리고 있다). 최고 출력은1500마력. 「하얀 탄환」이라고 하는 별칭이 있다.
그 능력을 살려서인지, 본편중은 오토바이라고 하는 것보다 비행 머신으로서 사용하는 씬도 꽤 많다. 역대 「쇼와 방영의 가면라이더」의 머신으로 유일하게 글라이딩(풍력에 의한 부유 비행)에 의지하지 않고 단독 비행이 가능한 머신이기도 하다.
촬영용의 베이스 머신은 전작의 허리케인에 이어 스즈키의 모토크로서 TM250. 외장의 장식이 많아, 주행 중에 부품이 떨어지는 일도 자주 있었다고 한다. 본편중 오토바이전 자체가 좀 많았던 일도 있어 크루저의 등장은 다른 시리즈에 비해 많아, 종반에서의 크루저는 보디의 손상이 다른 라이더 머신과 비교해 격렬하다.

## 적조직
※GOD 비밀기관
암흑 조직 데스트론 괴멸 후에 나타난, 세계의 대립하고 있는 대국이 수면 아래에서 손을 잡아 조직한 비밀 결사. 개조 인간을 사용해 일본 전멸을 노린다. GOD의 명칭은 Government Of Darkness(암흑 정부)의 약어이다. 심볼 마크는 「해골」에 「G·O·D」의 문자를 장식한 것.
전 세계의 모든 격투술 · 무술 · 스포츠의 챔피언 클래스를 엄선한 경비과, 통신위성을 통해 지구상의 어떠한 장소와도 교신 가능한 통신과를 시작으로, 기술과 · 인사과 · 차량과 · 작전과 · 의무국 · 실장 아폴로가이스트 휘하의 비밀경찰 · 작전 행동에 임하는 전투 공작원과 괴인으로 구성된다. 전반은 소리뿐인 GOD 총사령, 후반은 거대 로봇 간부 킹 다크의 내부에 숨은 노로이(저주) 박사가 조직을 움직이고 있었다. 과거의 조직에서도 볼 수 있는 규모의 아지트도 전선기지(GOD 비밀경찰 도쿄 분서 등)라고 하는 형태로 존재하지만, 아폴론 궁전, 아폴론 제2궁전(제21화)이라고 하는 과거의 조직에는 없는 대규모 비밀 기지도 존재한다. 구성 멤버는 앞의 미즈키 료코와 같은 공작원 뿐만 아니라, 과학자 등의 비전투원에 이르기까지 예외 없이 「자폭 장치를 내장한 사이보그」로 개조되어 있다.
＊수령
-GOD 총사령
이야기 전반에 GOD 기관을 지배하는 정체 불명의 괴인물. 자신은 결코 모습을 보이지 않고, 아폴론 신전의 지하 깊이 숨어, 지장이나 인형, 닭형의 로봇 등에게 테이프 레코더를 넣어, 그것에 의해 부하에게 지령을 보낸다.
-노로이 박사
이야기 후반에서의 GOD의 지배자. 과거에는 진 케이타로 박사의 친구였다.「자신이 GOD이다」라고 말하고 있는 것으로 인해, GOD 총사령의 정체라고 생각되지만 자세한 것은 불명. 킹 다크와 일체화하고 있어, 킹 다크를 안에서 조종하고 있었다. 35화에서 킹 다크의 체내에 잠입한 X에게 사소리제로니모쥬니아(=전갈, 전갈 제로니모 Jr.)와 함께 라이돌 호입에 찔려 빈사의 상태에서 머리에 붙어 있던 코드를 잡아뜯어, 킹 다크와 함께 자폭한다.
＊간부
-아폴로가이스트
8화부터 등장한 GOD 비밀경찰 제1실장.「GOD의 살인 머신」이라고 불리고 있고 총사령으로부터 괴인을 처벌하는 권한을 부여받은 감시역이다. 그 때문에, 괴인들에게서는 미움 받고 두려움 받고 있다. 냉정 침착하고 비정하기는 하지만, 강적으로 인정한 상대에게는 경의를 표하는 일면도 가져, 토우베에 대해서도 예의를 보인다. X 라이더와 거의 동등한 힘을 가져, X 라이더의 숙명의 라이벌이 된다.
흰색 일색의 슈트로 몸을 감싼 인간체로부터, 「아폴로 체인지!」의 구령과 함께, 붉은 투구와 검은 옷과 흰 망토를 몸에 두른 모습으로 변신한다. 2연장총인 아폴로 쇼트와 X 킥을 되돌릴만큼 강력한 방패인 가이스트 커터를 사용해 싸운다.
아폴로를 모티프로 하고 있어 투구의 장식과 방패의 형태는 태양을 생각하게 하는 디자인이다. 그 때문에 괴인이라기 보다는 히어로적인 디자인이다.
14화에 고대 그리스의 전설에 전해지는 「미친 벌레」를 소생시켜 이것을 사용해 도쿄 전멸을 도모하지만 X 라이더의 방해에 의해서 실패. X 라이더에게 GOD 비밀경찰 도쿄 분서가 파괴되어 일대일 대결이 되어 X 필살 킥의 앞에 패배. 인간체로 돌아와, 깨끗하게 패배를 인정 케이스케와 악수를 나누면서, 오른팔의 암 폭탄으로 자폭을 꾀한다. 그러나, 간발의 차로 X 라이더는 탈출해, 자폭해 최후를 맞았다.
-재생 아폴로가이스트
16화부터 등장. 카와카미 박사(생체 부분 담당)와 미야모토 박사(기계 부분 담당)의 손에 의해서 강화 개조되어 부활한 아폴로가이스트. 육체 조직은 더 강력한 세포가 되어, 잃은 오른 팔을 가는 몸의 검과 3개의 총으로 완성되는 강력 무기 아폴로 매그넘으로 바꾸어, 더 높은 전투력을 얻고 있어 크루저 어택도 되돌린다. 디자인상의 변경점은 투구의 중심부에 은빛의 선이 들어가고, 왼쪽 어깨에 새로이 투척용의 무기이기도 한 방패 가이스트 커터가 추가되고 기존의 소지형 가이스트 커터도 색이 일부 추가로 입혀져 있다(2개를 합쳐 「가이스트 더블 커터」라고 호칭. 제16화에서는 2개 연속으로 투척 해, 변신 불능의 진 케이스케를 때려눕혀 잡는 것에 성공하고 있다). 망토에도 불길의 그림을 추가하여 그려져 있다. 인간체의 모습은 이전과 같다.
그러나, 이 개조 수술은 불완전한 것으로 재생 후의 수명은 1개월 뿐이었다. 카와카미 박사와 미야모토 박사 두 사람이 갖추어져 있지 않으면 재생 수술의 재시도는 불가능하고, 본인이 그것을 알았을 때에는 카와카미 박사는 아폴로가이스트 자신의 손에 처형되어 있었다. 미야모토 박사로부터 X 라이더의 퍼펙터를 심장에 이식하면 에너지 크로스 장치의 기능으로 살 수 있다는 것을 알아, 21화에 재생 괴인을 인솔해 X 라이더에게 결전을 신청한다. 최후에는 X 라이더를 길동무로 하려고 거대한 화구가 되어 특공을 시도했지만, X 킥을 받아 폭사했다.
아동잡지 등의 기사에 의하면, 「청년 아폴로가이스트」라고 칭해지는 흰색 일색의 슈트로 몸을 감싼 인간체가 본래의 정체이며, GOD 비밀경찰 제1실장이 되었던 것도, 전 경찰관이었던 경력을 수령이 높이 산 것에 의한 것. 다만 그의 국적 · 본명 · 악의 조직에 지원한 동기 등은 특별히 설정되어 있지 않다.
-킹 다크
아폴로가이스트 사망 후에 GOD에 취임한 2대째 대간부. GOD를 새롭게 재편성했다. 첫 등장은 22화(소리는 21화).
강철의 몸을 검은 망토로 감싼 거인형의 로봇(노로이 박사의 머리 부분과 킹 다크 내부의 컨트롤실의 컴퓨터가 코드 등으로 접속되어 있기 때문에 「사이보그 로봇」이라고도 불린다). 평상시는 아지트의 안쪽에서 엎드려, 턱을 괴고 있다. 그 체내에 난바라 박사가 개발한, 모든 물질을 에너지로 변환하는 「RS 장치」를 세트해 날뛸 예정이었지만, 난바라 박사는 벌써 장치를 완성시키고, 그 사용을 두려워 해 설계도를 9장으로 찢어, 분산시켜 버린다. 이 때문에, 분할되었던 RS 장치의 설계도를 탈환할 수 있도록, 악인 군단을 차례차례 투입하고, X 라이더와 격렬한 쟁탈전을 펼친다. 그러나, 31화에서 참을 수 없게 된 킹 다크는 RS 장치 세트를 기다리지 않고 일어서, X 라이더에게 스스로 도전했다. 최종화에 체내에 잠입한 X 라이더에 의해서 노로이 박사가 쓰러짐과 동시에 자폭 장치가 기동해 폭발 산산조각났다.「하누만과 5인의 라이더」에서는 GOD 괴인 사이즈의 모습으로 등장하고 있다.
또한 킹 다크의 거체는 누운 모습의 실물 크기 세트가 만들어져 압도적인 존재감을 나타냈다.
「가면라이더 SPIRITS」에서는 2호기가 등장. RS 장치를 세트한 다음 기동해, 그 힘을 과시했다. 덧붙여서, 머리 부분 밖에 공격 시스템이 없다.
＊전투원
-GOD 공작원
총사령과 괴인의 명령을 수행하는 전투원. 베레모와 검은 복면,고글으로 검은 옷으로 몸을 숨기고, 빨간 망토를 두르고있다. 시리즈 유일한 전투 "공작"직원의 이름에 걸맞게 전투 이외에도 암살과 스파이 활동 등 모든 임무를 안전하게 수행하고, 어떤 무기도 다룰. 무기는 주로 검과 노란 창. 그 총, 기관총, 활과 화살. 인간의 모습으로 있을 때는 상하의 정장에 넥타이, 중절모 장갑 (모든 검정)라는 모습으로, 권총을 휴대하고있다.
악인 군단의 동료 공작원은 상사의 괴인들에게 맞는 의상을 입는 경우도 있다. 예를 들어, 불가사리 히틀러 휘하의 공작원은 독일군의 군복, 무카데요우키히 휘하의 동료 공작원은 쿵푸 의류, 타이가네로 동료 공작원은 월계관 머리 옷을 입고 있었다. 사소리제로니모쥬니아 동료 공작원은 베레모 대신 깃털을 달았다. 또한 사소리제로니모 보통의 공작원과는 별도로 수하 인디언 공작원을 거느리고 있었다. 덧붙여서 불가사리 히틀러의 부하는 기관총, 무카데요우키히의 부하는 쌍절곤과 빨간색 창으로 무장하고있다.
또한 아폴론 궁전의 경비는 GP (정부 경찰)이라는 헬멧을 입은 특수 전투 요원의 헌병 부대가 오르고있다.
＊괴인
-신화 괴인
고대 유럽의 설화나 그리스 신화에서 나오는
신이나 괴물. 또는 전설속의 환상의 인물들 같은
것들을 모티브로 하고 있는 GOD의 괴인들
인간으로써의 사회적인 활동도 가능하다.(전 17체)
(1~20화까지 등장한 신화 괴인)
냅튠,패닉,헤라클레스,메두사,사이클롭스,황소 미노타우르스,괴조 이카루스
철갑 아틀라스,마하 아킬레스,화염 프로메테우스,히드라,키메라,율리시스,
사신 크로노스,케르베로스,알세이더,케티우스,오컬트스,사라만다
-GOD 악인 군단
유명인의 시체와 동물의 이름들을 붙여서 사용하는
킹 다크 직속의 또다른 괴인들의 총칭으로
저마다 특수적인 능력을 가지고 있으며 이들의 형태에 따라서
직속부하들은 코스튬이 외형의 형태보다 약간 달라진다.(전 12체)
(21~35화까지 나온 GOD 악인 군단 목록)
징기스칸 콘돌,두꺼비 고에몽,전갈 제로니모,딱정벌레 루팡,박쥐 프랑켄 슈타인(극장판),
불가사리 히틀러,거미 나폴레옹,카멜레온 팬텀,거머리 드라큐라,도마뱀 바이킹,
개미 카포네,지네 양귀비,호랑이 네로,전갈 제로니모 쥬니어

## 주제가
주제가
『셋업! 가면라이더 X』
- 작사:이시노모리 쇼타로/작곡:키쿠치 슌스케/가수:미즈키 이치로

엔딩 테마
『나는 X.X 라이더』
- 작사:야쓰데 사부로/작곡:키쿠치 슌스케/가수:미즈키 이치로

| 이전 가면라이더 V3 (1973년 2월 17일 ~ 1974년 2월 9일) | 제3대 1970년대 가면라이더 시리즈 1974년 2월 16일 ~ 1974년 10월 12일 | 다음 가면라이더 아마존 (1974년 10월 9일 ‐ 1975년 3월 29일) |